# Kristian Pommer
Kristian Pommer (født 28. juni 1949, død 30. maj[kilde mangler] 2019) var en dansk musiker og komponist.
Kristian Pommer var leder af den eksperimenterende beat-/rockgruppe Dr. Dopo Jam.
Han var i slutningen af 50'erne medlem af Berlingske Tidendes Tante Karen og Pingklubbens teaterhold. 1961-62 var han tilknyttet Alléscenen, hvor han spillede Tommy i Folk og røvere i Kardemomme by. Efterfølgende var han tilknyttet Danmarks Radios juniorscene. Kristian Pommer medvirkede i Far til Fire filmen Far til fire med fuld musik i 1961.